# تئاتر فالتون
تئاتر فالتون یک تئاتر برادوی واقع در خیابان ۴۶ غربی ۲۱۰ در منهتن، نیویورک بود که در سال ۱۹۱۱ افتتاح شد. در سال ۱۹۵۵ به تئاتر هلن هِیز تغییر نام داد. این تئاتر در سال ۱۹۸۲ تخریب شد.